# Kinazy
Kinazy (EC 2.7) – grupa enzymów należących do transferaz, katalizujących reakcję przeniesienia grupy fosforanowej ze związku wysokoenergetycznego (np. ATP) na właściwą cząsteczkę docelową. Reakcja ta nazywa się reakcją fosforylacji. Odwrotny proces, katalizowany przez enzymy z grupy fosfataz, to defosforylacja. 

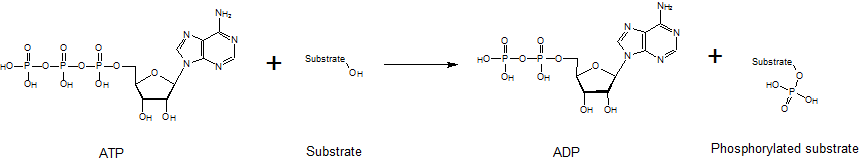
Ogólny zapis reakcji katalizowanej przez kinazy

Największą grupę kinaz stanowią kinazy białkowe, których substratami są białka. Fosforylacja białek przez kinazy stanowi drogę regulacji ich aktywności biologicznej, a przez to regulacji wszystkich funkcji żywej komórki. 
Kinazy odgrywają kluczową rolę w regulacji wielu procesów komórkowych, takich jak wzrost, różnicowanie, metabolizm oraz odpowiedź na bodźce zewnętrzne. Poprzez fosforylację substratów kinazy mogą aktywować lub dezaktywować różne białka, wpływając na ich funkcje i interakcje. Na przykład kinazy aktywowane mitogenami uczestniczą w przekazywaniu sygnałów z powierzchni komórki do jej jądra, regulując transkrypcję genów, biosyntezę białek, podziały komórkowe oraz procesy różnicowania i przeżycia komórek.
Innym istotnym przykładem jest kinaza mTOR, która pełni funkcję regulatora wzrostu, proliferacji i ruchu komórek, a także procesów translacji i transkrypcji. Dysregulacja szlaku kinazy mTOR może prowadzić do rozwoju różnych chorób, w tym nowotworów.
Pozostałe kinazy przenoszą grupy fosforanowe na cząsteczki tłuszczów, węglowodanów, aminokwasów, nukleotydów i innych typów związków organicznych.